# Aureliano Fernández-Guerra y Orbe
Aureliano Fernández-Guerra y Orbe (Granada, 1816 - Madrid, 7 de setembre de 1894) fou un escriptor, dramaturg, historiador, arqueòleg i epigrafista espanyol, famós editor de Francisco de Quevedo.

## Biografia
Primogènit d'una coneguda família de Zuheros (Còrdova), pudiente i erudita, va passar la seva infància a Granada. El seu pare, l'advocat José Fernández-Guerra, catedràtic de Lògica, Metafísica, Retòrica, Belles Arts, Història, Numismàtica i Antiguitats a la Universitat de Granada i va posseir una col·lecció d'antiguitats i objectes prehistòrics i una biblioteca de divuit mil volums.
Des de molt aviat José inculcaria als seus fills, Aureliano i Luis, l'interès per la Literatura, la Història i les antiguitats. En 1825 es va traslladar a Madrid i va estudiar en el col·legi de cort afrancesat dirigit per José Garriga, exalcalde de la Vila, amb altres importants futurs personatges; en 1828 va tornar a Granada; de 1831 a 1832 va cursar estudis universitaris de Filosofia en el Seminari del Sacromonte, els quals va prosseguir a la Universitat de Granada alternant-los amb els de Lleis; en aquesta dècada va estrenar diverses peces teatrals a Granada i va ser redactor de La Alhambra, en la qual va publicar no pocs romanços; en aquells dies va rebre, al costat de Miguel Lafuente Alcántara, a José Zorrilla, qui, agraït, li dedicarà en el futur, quan vagi a Madrid, l'esborrany del seu Don Juan Tenorio.
En 1838, encara estudiant, li van encomanar la càtedra de Literatura i Història, lloc en què va estar fins a 1839, any en què va estrenar els drames La peña de los enamorados i El trato de Argel. Seguiren El niño perdido (1840) i La hija de Cervantes (1843, en prosa). El 10 de gener de 1844 arriba a Madrid i escriu en la gaseta de teatres El Manzanares d'aquest any; també exerceix la crítica de teatres en La España, sota el pseudònim de "Pipí".
A Madrid compagina la seva ocupació en el ministeri de Gracia i Justícia amb les seves recerques literàries i històriques i fa diversos viatges d'estudis a Saragossa, Sevilla, Toros de Guisando, Escalona, Cadalso de los Vidrios, etc.; publica els seus treballs en 1852, en el Setmanari Pintoresc. Del seu rigor com epigrafista dona fe que Emil Hübner ho va explicar com un dels seus més estrets col·laboradors. Intervé activament en el Liceu Artístic i Literari i en la Societat d'Autors Dramàtics.
No va descurar en tant la seva carrera dramàtica i va estrenar peces com Alonso Cano o La Torre del Oro (1845, en prosa) i, junt a Manuel Tamayo y Baus, La ricahembra (1854). També va col·laborar en la revista infantil La Niñez. Va reunir una notable col·lecció de peces teatrals manuscrites que es troba avui a la Biblioteca de l'Institut del Teatre de Barcelona. Quant a la seva carrera política, va ser secretari general d'Instrucció pública sota ministeri de Foment de Claudio Moyano. Va freqüentar les tertúlies madrilenyes i està retratat entre els famosos poetes romàntics del quadre d'Antonio María Esquivel.
El seu major treball com a erudit va ser, sens dubte, l'edició i estudi de les Obras en prosa de Francisco de Quevedo entre 1852 (primer tom) i 1859 (el segon), pels quals va redactar a més una biografia en la qual ho retrata fonamentalment com un home d'estat; per a les seves obres tenia com a ajudants a la valuosíssima biblioteca del seu pare i a dos amics i col·laboradors excepcionals: Bartolomé José Gallardo i Cayetano Alberto de la Barrera, sobretot a aquest últim, de qui va prendre tot el substanciós de la seva erudició; per al seu treball sobre Quevedo va arribar a inspeccionar tres-centes deu edicions (documentades en realitat per Gallardo i el seu deixeble La Barrera), mentre que el millor dels editors anteriors només va arribar a les trenta-cinc. No obstant això l'edició es va interrompre en el segon tom, es desconeix per què; el cas és que després de la seva mort la resta dels seus treballs sobre el tema van ser a parar gràcies a la seva família a les mans de Marcelino Menéndez Pelayo, qui va aconseguir imprimir tres toms més en la Colección de Bibliófilos Andaluces. Julio Cejador, d'altra banda, va utilitzar en els seus estudis sobre Quevedo també material inèdit de Fernández-Guerra.
També va editar Cervantes i Francisco de la Torre, aquest últim, tema del seu discurs d'ingrés en la Reial Acadèmia i d'una ulterior biografia. Va publicar el Fur d'Avilés (1856) i va codirigir, amb Antonio Cánovas del Castillo i Hinojosa, una Historia General de España. De la seva obra poètica destaca la llegenda La cruz de la Plaza Nueva (1839). Quant al seu caràcter, algú tan ben documentat com Antonio Rodríguez Moñino va afirmar que era.
Home amb més petxines i escates que una tona de galápagos i sardines, gran muñidor durant quaranta anys de l'erudició, les Acadèmies i la Direcció general d'Instrucció Pública
Va ser antiquari de la Reial Acadèmia d'Història (1853) i individu de nombre i bibliotecari de la Reial Acadèmia Espanyola (1860), a més de moltes altres corporacions espanyoles (acadèmies de belles lletres de Sevilla i Barcelona, Acadèmia d'Arqueologia d'Almeria, Societat Dramàtica de la Unió, Societat Arqueològica Valenciana, Acadèmia Filosòfico-Jurídica de Granada i una llista pràcticament interminable) i estrangeres: membre de l'Institut für archäologische Correspondenza (1861) i de la Preussische Akademie der Wissenschaften de Berlín; escollit "membri onorari dirigenti" de l'Instituto di Corrispondenza Archeologica de Roma (1863); miembro de la Société française d'archéologie (1867) i fins i tot va rebre la Creu de la Corona de Guillem I d'Alemanya (1873).

## Obres

### Lírica
- La cruz de la Plaza Nueva (1839).

### Teatre
- La peña de los enamorados (1839)
- El trato de Argel (1839)
- El niño perdido (1840)
- La hija de Cervantes (1843).
- Alonso Cano o La Torre del Oro (1845)
- Con Manuel Tamayo y Baus, La ricahembra (1854).

### Treballs històrics
- El fuero de Avilés. Discurso leído en la Real A. Española, en el aniversario de su Fundación Madrid, Impr. Nacional, 1865.
- La conjuración de Venecia de 1618, vindicando la memoria del Duque de Osuna y de los marqueses de Vedmar y de Villafranca, calumniado con ocasión de aquel suceso. Discurso leído en la Real A. de la Historia y contestación de D. José Amador de los Rios, Madrid, 1858.
- Las ciudades Bastetanas de Asso y Argos (MURCIA). Madrid 1887 Imp. de Fortanet
- Nuevas inscripciones de Córdoba y Porcuna (CORDOBA). Madrid 1887 Tip. Fortanet
- Sarcófago cristiano de la catedral de Astorga, hoy depositado en el Museo Arqueológico Nacional. (Separata del Museo Español de Antigüedades).
- El libro de Santoña. Madrid, Imprenta de Manuel Tello, 1872.

### Edicions
- Francisco de Quevedo, Obras en prosa (1852 y 1859)

## Fons
El Centre de Documentació i Museu de les Arts Escèniques conserva exemplars d'Aureliano Fernández Guerra, que consta de 190 volums amb 12 obres cadascun d'ells, són impresos i manuscrits. Aquests exemplars estan inclosos dintre de la col·lecció d'Artur Sedó.

## Font
- Miranda Valdés, Javier, Aureliano Fernández-Guerra (1816-1894) un anticuario y escritor romántico, Madrid: Real Academia de la Historia, 2004.